# Королевская синица
Королевская синица (лат. Machlolophus spilonotus) — вид птиц семейства синицевых. Выделяют четыре подвида. Распространены в Азии.

## Подвиды и распространение
Выделяют четыре подвида:
- Machlolophus spilonotus spilonotus (Bonaparte, 1850) — от востока Непала и северо-востока Индии до севера и запада Мьянмы и юго-запада Китая
- Machlolophus spilonotus subviridis (Blyth, 1855) — от северо-востока Индии до юга и востока Мьянмы, севера Таиланда и юга Китая
- Machlolophus spilonotus rex (David, 1874) — юг и юго-восток Китая, север и центр Индокитая
- Machlolophus spilonotus basileus Delacour, 1932 — юг Индокитая

## Описание
Королевская синица достигает длины 13,5-15,5 см и массы 18—23 г. У самцов номинативного подвида лоб, уздечка, длинное надбровье и затылочное пятно жёлтого цвета. Макушка, высокий прямостоящий хохолок и бока затылка чёрные. От глаза до задних кроющих перьев ушей проходит широкая чёрная полоса. Верхняя часть тела оливково-зелёная с желтоватым оттенком, центральные участки перьев мантии, спины и лопаток черноватые. Надхвостье сероватое. Хвост чёрный, с голубовато-серой бахромой, все перья с узкими белыми кончиками, внешнее опахала крайних рулевых перьев белая. Верхние кроющие перья крыльев чёрные, средние и большие кроющие перья с широкими белыми кончиками белые. Крылышко с тонкими белыми кончиками. Маховые перья черновато-серые; третьестепенные маховые с узкой бледно-серой бахромой и широким белым кончиком; второстепенные и первостепенные маховые перья с голубовато-серой бахромой; внешние первостепенные маховые перья у основания белые (образуют короткую вставку на закрытом крыле). Щеки, кроющие перья уха и боковые стороны шеи жёлтые. Подбородок, горло (включая боковые стороны) до центра груди и неровная линия до центра брюха чёрный, горло и грудь с лёгким голубоватым налётом. Бока груди и брюхо бледно-оливковые с желтоватым оттенком; бока такие же или серовато-оливковые; нижние кроющие перья хвоста тёмно-серые с беловатым кончиком. Нижние кроющие перья крыльев черноватые, с широкими белыми кончиками. Радужная оболочка коричневая; клюв тёмно-серовато-роговой или чёрный; ноги от синевато-голубого до серого цвета. Взрослые самки отличаются от самцов тем, что полосы на крыльях желтовато-белые, бахрома маховых перьев оливковая, а нагрудник немного более тусклый. Молодые особи похожи на взрослых, но макушка тусклее, хохолок короче, лицо и затылочный бугорок бледнее, верхняя часть тела тусклее, становится более серой на надхвостье и кроющих перьях хвоста, беловатые кончики хвоста слабо выражены (или отсутствуют), кроющие перья крыльев такие же, как у взрослой особи, но более тусклые и желтоватые на концах. Второстепенные маховые перья с серой бахромой, а третьестепенные маховые перья с оливково-серой бахромой. Щеки и кроющие перья ушей бледно-жёлтые, небольшой тусклый коричневато-чёрный нагрудник идёт до центра груди и линии до центра брюха, остальная нижняя часть тела бледно-жёлтая, по бокам тела проходят сероватые разводы.
Различия между подвидами довольно четко выражены. У подвида M. s. subviridis верхняя часть тела тёмно-оливковая, тёмные серединки на перьях мантии и спины видны как чешуйки, кончики верхних кроющих перьев крыльев белые или желтоватые, бока шеи и низ тела немного бледнее, бока серовато-оливковые, у самок более однородная и менее чешуйчатая мантия, края маховых перьев светло-оливковые, нагрудник и брюшная полоска оливково-жёлтые или отсутствуют. Подвид M. s. rex похож на номинанта, но у самцов желтизна на голове более насыщенная, полоса через глаз более широкая и темнее, верхняя часть тела голубовато-серая с черноватыми широкими прожилками, более обширный участок чёрного цвета проходит по бокам шеи, по всей груди и широко до центра верхней части брюха. Бока сероватые, нижние кроющие перья хвоста более белые. Самка похожа на самца, но макушка более тусклая, верхняя часть тела оливково-серая с более тёмными рассеянными прожилками, нагрудник и брюшная полоска оливково-серые и часто мало отличаются от окраски остальной нижней части тела. Подвид M. s. basileus занимает промежуточное положение между двумя предыдущими, но у него мантия с изменчивым оливковым оттенком, отсутствует чёрный цвет на шее, желтизна лица сливается с более светлым или тускло-жёлтым цветом по бокам груди, брюхо беловатое, бока серовато-оливковые.

## Вокализация
Позывки включают в себя: «si-si-si» или растянутые «si-si-pudi-pudi», или «tsee-tsee-tsee, si-si», или «ki-ki beer, ki-ki beer, ki-ki beer, ki-ki beer», или «witch-a witch-a witch-a», часто в сочетании с длительным «churrr-r-r-r-r-r», также «krrank-it, krrank-it, krrank». Песня представляет собой быстрое повторение звучной фразы из трёх нот: «chiu-chiu-piu, cha, chiu-chiu-piu, cha, chiu-chiu-piu, cha» или «dzi-dzi-pu, dzi-dzi-pu».

## Места обитания
Естественной средой обитания королевской синицы являются открытые умеренные и субтропические широколиственные или смешанные леса с дубом (Quercus), сосной (Pinus) и рододендроном (Rhododendron), а также вторичные леса, опушки (обычно хорошо заросшие лесом), плантации и участки с редкими деревьями; в Юго-Восточной Азии также встречается в вечнозеленых горных лесах и больших садах. В Непале гнездится на высоте 1980—2440 м над уровнем моря, на северо-востоке Индии на высоте 1200—2450 м, на северо-востоке Мьянмы на высоте 800—2750 м; в Китае — выше 1000 м в северо-западной Фуцзяни, 1200 м в Сычуани и 1140—3050 м в Юньнани; в Таиланде гнездится на высоте 900—1675 м, выше 800 м на юге Лаоса и, во Вьетнаме, на высоте 600—1700 м на северо-западе и 800—2285 м на юго-востоке. Вне периода размножения обитает на несколько более низких уровнях, например, до 450 м на востоке Непала, 500 м в Аруначал-Прадеше, а в Китае — до 350 м в Гуйчжоу и северной части Гуандуна, 500 м в северной части Гуанси и 600—700 м в Чжэцзяне.

## Биология
Королевская синица охотится обычно парами и небольшими семейными группами, вне сезона размножения часто присоединяется к смешанным стаям с другими синицами и мелкими тимелиевыми (Timaliidae). Активно добывает пищу на средних и нижних ярусах деревьев, а также в кустарниках и подлеске. Питается в основном мелкими беспозвоночными, в том числе пауками (Araneae), и личинками, а также почками, фруктами и ягодами.
Сезон размножения продолжается с конца февраля по середину августа. Гнездо располагается в естественной древесной норе, дупле, реже в отверстии в стене или на скалистом берегу, и размещается на высоте до 15 м от земли. Внутри выстилается мхом, шестью животных, перьями, листьями и растительными волокнами. В кладке 4—6 яиц. Другой информации нет.